# Maizilly
Maizilly – miejscowość i gmina we Francji, w regionie Owernia-Rodan-Alpy, w departamencie Loara.
Według danych na rok 1990 gminę zamieszkiwały 273 osoby, a gęstość zaludnienia wynosiła 53 os./km² (wśród 2880 gmin regionu Rodan-Alpy Maizilly plasuje się na 1356. miejscu pod względem liczby ludności, natomiast pod względem powierzchni na miejscu 1504.).